# IFK Djursholm
IFK Djursholm var en idrottsförening i Djursholm. Föreningen grundades 1906 och slogs 1943 samman med Djursholms IS till Djursholms IF.
Föreningen grundades 1906 på initiativ av Baltzar Roosval, och gjorde sig först ett namn som bandyklubb, men sedan stjärnorna Torsten Tegnér och John Söderström 1908 lämnade klubben för AIK lades sporten ner.
I stället började föreningen utmärka sig i skidlöpning, framför allt budkavle (skidorientering). Gustaf Wahlgren, på sin tid en av Sveriges främsta orienterare, vann SM på 6 mil 1917. Andra goda skidåkare var Ernst von Segebaden, G. Otterbeck och Per Wickman. Man ägnade sig även åt skridskosegling.
I friidrott hade IFK Djursholm vissa framgångar, bland annat vann sprintern Ebba Sundholm SM-guld på 100 meter 1929.